# 施韦根
施韦根是德国巴伐利亚州的一个市镇。总面积23.58平方公里，总人口603人，其中男性305人，女性298人（2011年12月31日），人口密度26人/平方公里。